# موجة راديو
موجات الراديو هي نوع من الموجات الكهرومغناطيسية مع أطوال موجية في الطيف الكهرومغناطيسي أطول من ضوء الأشعة تحت الحمراء. موجات الراديو لها ترددات تتراوح بين 30 هرتز 300 غيغاهرتز. عند تردد 300 غيغاهرتز، يبلغ الطول الموجي المقابل 1 مم، وعند 30 هرتز يبلغ الطول الموجي 10 آلاف كيلومتر. مثل كل الموجات الكهرومغناطيسية الأخرى، تنتقل الموجات الراديوية بسرعة الضوء في الفراغ. تُولَّد بواسطة الشحنات الكهربائية التي تخضع للتسارع، مثل التيارات الكهربائية المتغيرة مع الزمن. تصدر موجات الراديو التي تحدث بشكل طبيعي عن طريق البرق والأجرام الفلكية.
تتولد موجات الراديو بشكل مصطنع بواسطة أجهزة الإرسال وتُستَقبل بواسطة أجهزة الاستقبال اللاسلكية، باستخدام الهوائيات. تُستخدم الموجات الراديوية على نطاق واسع في التكنولوجيا الحديثة للاتصالات الراديوية الثابتة والمتنقلة والبث اللاسلكي والرادار وأنظمة الملاحة اللاسلكية والأقمار الصناعية للاتصالات وشبكات الكمبيوتر اللاسلكية والعديد من التطبيقات الأخرى. تتميز الترددات المختلفة للأمواج الراديوية بخصائص انتشار مختلفة في الغلاف الجوي للأرض؛ فيمكن أن تنحرف الموجات الطويلة حول عوائق مثل الجبال وتتبع محيط الأرض (تسمى الموجات الأرضية)، ويمكن أن تنعكس الموجات القصيرة عن الأيونوسفير (الغلاف الأيوني) وتعود إلى الأرض من الأفق (تسمى الموجات السماوية)، بينما تنحرف أطوال الموجات الأقصر بكثير أو تخفت وتنتقل على طول خط البصر، لذلك تقتصر مسافات الانتشار على الأفق المرئي.
لمنع التداخل بين مختلف المستخدمين، يخضع توليد الموجات اللاسلكية واستخدامها اصطناعيًا لتنظيم صارم بموجب القانون، بتنسيق من هيئة دولية تسمى الاتحاد الدولي للاتصالات (آي تي يو)، الذي يُعرّف الموجات الراديوية بأنها «موجات كهرومغناطيسية من الترددات الأقل من 3000 غيغاهرتز، التي تنتشر في الفضاء دون دليل صناعي». وينقسم الطيف اللاسلكي إلى عدد من النطاقات الراديوية على أساس التردد، وهو مخصص لاستخدامات مختلفة.

## الاكتشاف والاستثمار

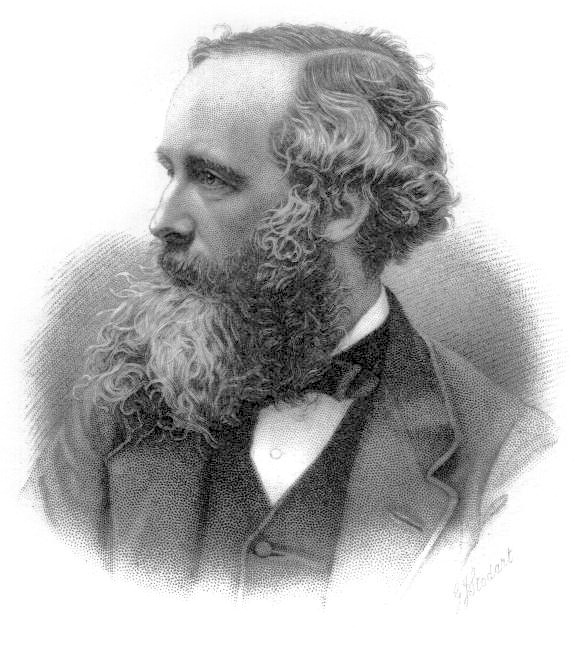
جيمس كليرك ماكسويل (1831–1879)

تُنبِأ أولاً بموجات الراديو من خلال العمل الرياضي الذي قام به عالم الفيزياء الرياضي البريطاني جيمس كليرك ماكسويل في عام 1867. تنبأت نظريته الرياضية -التي تسمى الآن معادلات ماكسويل- بأن الحقل الكهربائي والمغناطيسي المزدوج يمكن أن ينتقل عبر الفضاء باعتباره «موجة كهرومغناطيسية». اقترح ماكسويل أن الضوء يتكون من موجات كهرومغناطيسية ذات طول موجي قصير للغاية.
في عام 1887، أظهر الفيزيائي الألماني هاينريش هيرتز حقيقة موجات ماكسويل الكهرومغناطيسية عبر توليد موجات الراديو تجريبيًا في مختبره، حيث وضَّح أنها أظهرت نفس خصائص الموجة للضوء: الأمواج الراكدة والانكسار والحيود والاستقطاب. طور المخترع الإيطالي غولييلمو ماركوني أول أجهزة إرسال واستقبال إذاعية عملية في الفترة 1894-1895. حصل على جائزة نوبل في الفيزياء عام 1909 لعمله الإذاعي. بدأ استخدام الاتصالات الراديوية تجاريًا في حوالي عام 1900. وقد حلَّ المصطلح الحديث «موجة الراديو» محل الاسم الأصلي «الموجة الهرتزية» حوالي عام 1912.

## التوليد والاستقبال
تُشَع موجات الراديو بواسطة الشحنات الكهربائية عند تسارعها. تُولَّد بشكل مصطنع بواسطة التيارات الكهربائية المتغيرة مع الزمن، والتي تتكون من إلكترونات تتدفق ذهابًا وإيابًا في موصل معدني بشكل خاص يسمى الهوائي. يطبق جهاز إلكتروني يسمى «جهاز إرسال راديوي» التيار الكهربائي المتأرجح على الهوائي، ويشع الهوائي الطاقة كموجات راديو. تُستَقبل بواسطة هوائي آخر متصل بمستقبل راديوي. عندما تصطدم بهوائي الاستقبال، تُدفع الإلكترونات الموجودة في المعدن ذهابًا وإيابًا، ما يخلق تيارات صغيرة متذبذبة يكتشفها المستقبِل.

## السرعة، والطول الموجي، والتردد
تنتقل موجات الراديو في الفراغ بسرعة الضوء. عند مرورها عبر وسيط مادي، تتباطأ وفقًا لنفاذية المادة وسماحيتها. الهواء رقيق بدرجة كافية، فتنتقل موجات الراديو خلال الغلاف الجوي للأرض بسرعة مقاربة من سرعة الضوء.
الطول الموجي هو المسافة بين قمة من المجال الكهربائي للموجة (ذروة/ قمة الموجة) إلى القمة التالية، ويتناسب عكسيًا مع تردد الموجة. تبلغ المسافة التي تقطعها الموجة الراديوية في ثانية واحدة في الفراغ 299,792,458 مترًا (983,571,056 قدمًا) وهو الطول الموجي لإشارة راديو بتردد 1هرتز. يبلغ طول الإشارة اللاسلكية بتردد 1 ميغاهرتز، 299.8 متر (984 قدمًا).

## أساليب الانتشار
تُعد دراسة الانتشار الراديوي، وكيفية تحرك الموجات الراديوية في الفضاء الحر وعلى سطح الأرض، مهمة للغاية في تصميم أنظمة الراديو العملية. تواجه موجات الراديو -التي تمر عبر بيئات مختلفة- الانعكاس والانكسار والاستقطاب والحيود والامتصاص. وتتباين الترددات في مجموعات مختلفة من هذه الظواهر في الغلاف الجوي للأرض، ما يجعل بعض نطاقات الراديو أكثر فائدة لأغراض محددة عن غيرها. تستخدم الأنظمة الراديوية العملية بشكل أساسي ثلاث تقنيات مختلفة من الانتشار الراديوي للاتصال:
- خط البصر: يشير إلى موجات الراديو التي تنتقل في خط مستقيم من هوائي الإرسال إلى هوائي الاستقبال. لا يتطلب بالضرورة مسارًا واضحًا. في الترددات المنخفضة، يمكن أن تمر الموجات الراديوية عبر المباني وأوراق الشجر والعوائق الأخرى. هذه هي الطريقة الوحيدة لانتشار الموجات ذات الترددات الأعلى من 30 ميغاهرتز. على سطح الأرض، يقتصر انتشار خط البصر على مسافة 64 كم (40 ميل) تقريبًا. هذه هي الطريقة التي تستخدمها الهواتف المحمولة وإذاعة إف إم والبث التلفزيوني والرادار. تعمل وصلات ترحيل موجات الميكروويف من نقطة إلى نقطة، باستخدام الهوائي المكافئ لنقل حزم من الموجات متناهية الصغر، على نقل إشارات الهاتف والتلفزيون عبر مسافات طويلة حتى الأفق المرئي. تتواصل المحطات الأرضية مع الأقمار الصناعية والمركبات الفضائية على بعد ملايين الأميال من الأرض.
- الانتشار غير المباشر: يمكن أن تصل الموجات الراديوية إلى نقاط خارج خط البصر عن طريق الانعكاس والحيود. يسمح الحيود لموجة الراديو بالانحناء حول العوائق مثل حافة المبنى أو السيارة أو الانعطاف في القاعة. تنعكس موجات الراديو أيضًا جزئيًا من الأسطح مثل الجدران والأرضيات والأسقف والمركبات. تحدث أساليب الانتشار هذه في أنظمة الاتصالات الراديوية قصيرة المدى مثل الهواتف المحمولة والهواتف اللاسلكية وأجهزة الاتصال اللاسلكي والشبكات اللاسلكية. عيب هذه الطريقة هو الانتشار متعدد المسارات، حيث تنتقل موجات الراديو من هوائي الإرسال إلى هوائي الاستقبال عبر مسارات متعددة. تتداخل الأمواج، وغالبًا ما تتسبب في مشاكل الخفوت وغيرها من مشاكل الاستقبال.
- الموجات الأرضية: في الترددات المنخفضة التي تقل عن  2 ميغاهرتز، أي في الموجات المتوسطة ونطاقات الموجات الطويلة. بسبب الحيود، يمكن أن تنحرف الموجات الراديوية المستقطبة رأسيًا فوق التلال والجبال، وتنتشر وراء الأفق، وتتنقل مع موجات السطح التي تتبع محيط الأرض. هذا يسمح لمحطات البث ذات الموجات المتوسطة والموجة الطويلة بتغطية مناطق خارج الأفق، إلى مئات الأميال. كلما انخفض التردد، تنخفض الضياعات ويزيد النطاق القابل للتحقيق. يمكن لأنظمة الاتصالات العسكرية ذات الترددات المنخفضة جداً (في إل إف) والترددات بالغة الانخفاض (إي إل إف) أن تتصل عبر معظم أنحاء الأرض، ويمكن أن تصل باستخدام الغواصات إلى مئات الأقدام تحت الماء.
- الموجات السماوية: في الموجات المتوسطة والأطوال الموجية القصيرة، تعكس الموجات الراديوية الطبقات الموصلة للجسيمات المشحونة (الأيونات) في جزء من الغلاف الجوي يسمى الغلاف الجوي المتأين. لذلك فإن الموجات الراديوية الموجهة نحو زاوية في السماء يمكن أن تعود إلى الأرض خارج الأفق، يسمى هذا انتشار «التخطي» أو «الموجة السماوية». انتشار الموجات السماوية متغير ويعتمد على الظروف الجوية، وهو أكثر موثوقية في الليل وفي الشتاء. تستخدم على نطاق واسع خلال النصف الأول من القرن العشرين، بسبب عدم موثوقية الاتصالات بالموجات السماوية في معظم الأحيان لذلك تم التخلي عنها. الاستخدامات المتبقية هي أنظمة الرادار العسكرية عبر الأفق، وبعض الأنظمة الآلية، وهواة الراديو، ومحطات البث الإذاعي على الموجات القصيرة للبث إلى بلدان أخرى.